# کاتلین (نیویورک)
کاتلین (به انگلیسی: Catlin) یک منطقهٔ مسکونی در ایالات متحده آمریکا است که در شهرستان چیمانگ، نیویورک واقع شده‌است. کاتلین ۹۸٫۴۶ کیلومتر مربع مساحت و ۲٬۶۱۸ نفر جمعیت دارد و ۵۰۳ متر بالاتر از سطح دریا واقع شده‌است.